# 음력 9월 4일
음력 9월 4일은 음력 9월의 4번째 날이다.

## 사건
- 1983년 - 아웅산묘역 폭탄테러사건 발발.
- 2005년 - 이천 물류창고 붕괴 사고 발생.
- 2014년 - 일본 나가노현 온타케 산의 분화로 70여 명의 사상자가 발생하였다.

## 문화
- 2000년 - 충북선 청주공항역 개통.

## 탄생
- 1954년 - 대한민국의 가수 전인권.

## 사망
- 1983년 - 
  - 대한민국의 외교관 김동휘.
  - 대한민국의 공무원 김재익.
  - 대한민국의 외교관 이범석.
  - 대한민국의 외교관 함병춘.
  - 대한민국의 정치인 심상우.

## 같이 보기
- 음력 360일: 1월 2월 3월 4월 5월 6월 7월 8월 9월 10월 11월 12월
- 전날:9월 3일 다음날:9월 5일 - 전달:8월 4일 다음달:10월 4일
- 양력:9월 4일
- 음력, 윤달